# Biserica Sfântul Mare Mucenic Pantelimon din București
Biserica Sfântul Mare Mucenic Pantelimon se află în București, pe strada Iancu Căpitanu nr. 24. Ea mai este cunoscută și sub denumirea Biserica „Sfântul Pantelimon“ – Foișorul de Foc, deoarece se găsește în apropiere de Foișorul de Foc.

## Istoric

### Predecesoarele
Pe acest amplasament a existat până în 1790 o biserică de lemn.
În acel an, locul ei, preotul Ivan ot Silvestru a ridicat o alta, din zid, fapt confirmat de pisania săpată în piatră cu litere chirilice. Pe cutia de ofrande este pictată biserica în forma ei din 1790.
După ce cutremurul din 11 ianuarie 1838 a avariat grav biserica, în anul 1866, s-a luat inițiativa construirii bisericii în forma pe care o are astăzi.

### Biserica actuală
Piatra de temelie a actualei biserici a fost pusă în data de 22 mai 1872, construcția fiind executată după planurile arhitectului Nae Cucu. Biserica a fost pictată de G. Stoenescu, un elev al lui Gheorghe Tattarescu. Construcția bisericii a fost finalizată în data de 11 aprilie 1876.
În timpul ocupației germane din Primul Război Mondial, armata germană a confiscat clopotul bisericii.
Între anii 1921–1926 s-au făcut reparații, ocazie cu care bisericii i s-a adăugat pridvorul deschis și cafasul, s-au micșorat ferestrele și s-au montat 8 vitralii, iar biserica a fost electrificată.
Cutremurul din 9–10 noiembrie 1940, a avariat biserica. În 1942 au început lucrări de consolidare și biserica a fost legată cu fier. Cu acest prilej, au fost făcute strane noi, iar în 1943 s–a introdus un clopot nou, în locul celui luat de armatele nemțești
Cutremurul din martie 1977 a produs bisericii avarii semnificative: fisurarea pereților și dislocarea frontonului care a trebuit demolat și zidit din nou. La exterior au fost săpate două centuri de beton armat, legate între ele prin podul bisericii.
În seara zilei de 9 ianuarie 2012, s-a produs un incendiu care a provocat distrugerea turlei altarului și alte grave daune locașului de cult. La 5 iunie 2013 a fost amplasată pe acoperișul bisericii turla cea mare a Pantocratorului, iar scurt timp după aceea a fost montată și turla mică din partea frontală. Turlele vechi erau făcute din lemn iar turla mică, din față, adăpostea și clopotnița. Cele noi au fost realizate din metal, turla mică nemaiavând și rol de clopotniță. Biserica a fost complet renovată și lângă ea a fost construită clopotnița cu lumânărar și pangar.